# 阿拉伯狒狒
阿拉伯狒狒（学名：Papio hamadryas），也叫埃及狒狒，是狒狒属的一种，主要分布在红海南岸的埃及、苏丹和厄立特里亚，以及埃塞俄比亚和索马里。在红海北岸的阿拉伯半岛也有阿拉伯狒狒的栖息地，但目前不清楚阿拉伯半岛上的阿拉伯狒狒是从非洲自然迁徙还是人为带过去的。
在埃及，阿拉伯狒狒被认为是智慧之神托特的随从，因此是一种神圣的动物。

## 特征
阿拉伯狒狒在体型上具有明显的雌雄二型性。雄性平均体重为20—30千克，而雌性平均重10—15千克，仅为雄性的一半。另外，雌性周身长有棕色的毛发，而无鬃毛。雄性的毛发带银白色，有着显目的鬃毛。阿拉伯狒狒的脸部是红色的。

## 习性

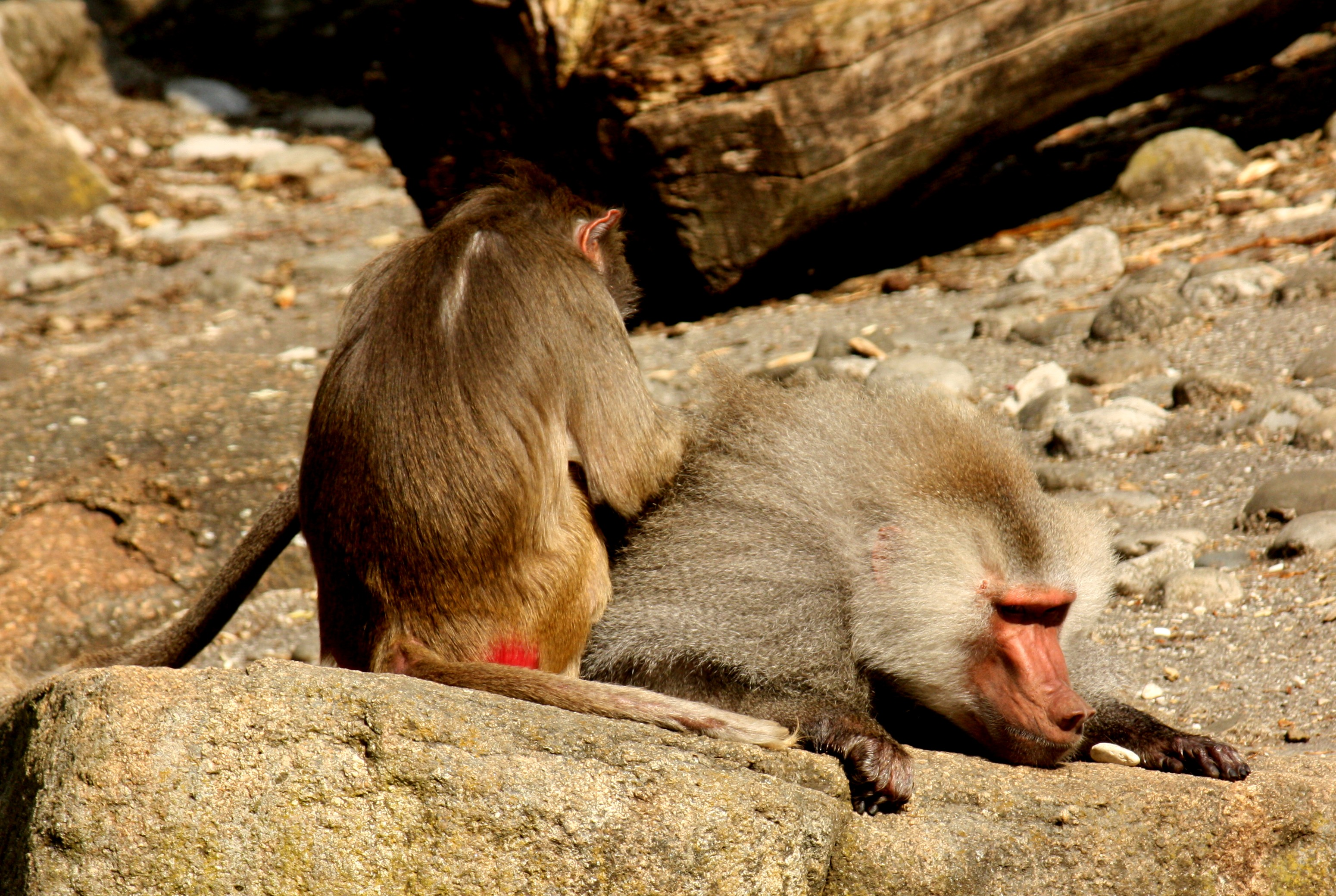

阿拉伯狒狒主要生活在半沙漠地带。它们的活动范围内必须有充足的水源，以及陡峭的悬崖供它们栖息。
阿拉伯狒狒的社会系统为一夫多妻制，最小的单位为一个家庭（group）。一个家庭由一只雄性和2—11只雌性组成。在白天觅食时，2—3个家庭通常会组成一个族（clan）一起行动。而一个族里的雄性狒狒通常都有血缘关系。在有需要时，数个族群会聚在一起组成一个伙（band）。而在夜间憩息时，多个伙会聚集在一起组成一个群（troop）。群的大小可高达750只成年及幼年的狒狒。
当雄性狒狒达到性成熟的年龄时，它们会尝试吸引或强行抢夺其它雌性狒狒以组构自己的家庭。无法找到交配对象的雄性也会暂时依附在现有的家庭下。而一个家庭内的雌性也有不同的地位。通常会有一只“元配”比其它雌狒狒更经常陪在领头雄性身边。
阿拉伯狒狒是日间活动的杂食动物，主要靠挖取草的种子以及植物的根、根茎和块茎为食，偶尔也吃水果、花叶、昆虫和小型的脊椎动物。它们在地面上用四肢行走。在夜间，阿拉伯狒狒睡在15—25米高的峭壁上岩石突出的部分。

## 保护现状
阿拉伯狒狒的天敌豹在它的栖息地已近乎匿迹。它的威胁主要来自于人类。农地的扩展正在侵犯它的自然栖息地。由于狒狒也会挖取农作物，因此经常被当地人当作害物被驱赶，甚至猎杀。世界自然保护联盟将阿拉伯狒狒定为保护现状近危的动物。(1996年評估)
在2008年重新評估，該物種廣泛且豐富，並且沒有主要的威脅而導致數目顯著下降，因此成為現狀無危的動物。